# Kreuzau
Kreuzau è un comune di 17 463 abitanti della Renania Settentrionale-Vestfalia, in Germania.
Appartiene al distretto governativo (Regierungsbezirk) di Colonia e al circondario (Kreis) di Düren (targa DN).
È composto dalle seguenti parrocchie civili:
- Bogheim
- Boich
- Drove
- Kreuzau (incl. Schneidhausen) con 5 150 abitanti al 31 ottobre 2015
- Leversbach
- Obermaubach (incl. Schlagstein)
- Stockheim
- Thum
- Üdingen
- Untermaubach (incl. Bilstein)
- Winden (incl. Bergheim e Langenbroich)